# Christopher Wood (peintre anglais)
Pour les articles homonymes, voir Chris Wood, Christopher Wood et Wood.
Christopher Wood, surnommé « Kit Wood », né le 7 avril 1901 à Knowsley (Merseyside) et mort le 21 août 1930 à Salisbury est un peintre et dessinateur britannique.
Son œuvre a influencé le développement du modernisme anglais, malgré la disparition précoce de son auteur à la vie bohème, mouvementée et marquée par l'addiction aux drogues. C'est l'un des rares peintres britanniques à avoir obtenu une certaine reconnaissance dans la mouvance artistique parisienne des années 1920.

## Biographie
Christopher Wood est le fils du médecin Lucius Wood et de son épouse Clare Arthur, qui ont également une fille, Elizabeth. Il s'initie au dessin à l'âge de 14 ans, pendant une convalescence : à la suite d'une blessure à la jambe lors d'un match de football, il est atteint d'une septicémie qui le contraint à rester dans la maison familiale pendant deux ans où il noue une relation forte avec sa mère tandis que son père est mobilisé par la Première Guerre mondiale. De cet épisode, il conservera une claudication et s'aidera souvent d'une canne. 
En 1919, il commence des études d'architecture à l'université de Liverpool où il rencontre  Augustus John qui l’encourage à devenir peintre, avant que le collectionneur Alphonse Kahn ne l'invite à se perfectionner dans cette voie à Paris.

### Paris

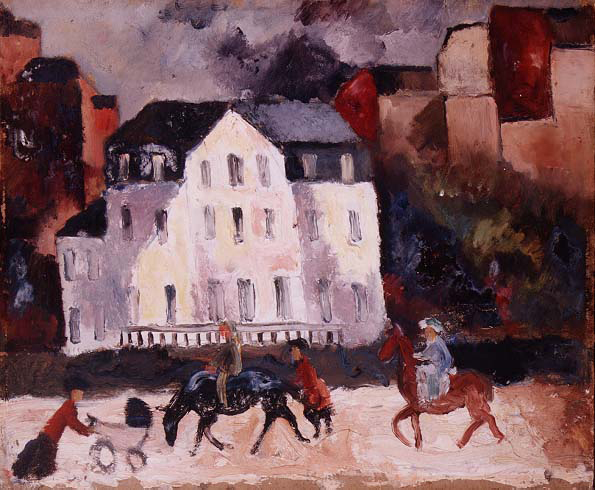
Horses in Paris (1924), huile sur carton, localisation inconnue.

Dès 1921, Christopher Wood, surnommé « Kit » par ses amis, suit les cours de l'Académie Julian puis de la Grande Chaumière à Paris. Il s'intègre rapidement dans les cercles artistiques à la mode où Khan lui présente le diplomate chilien Antonio de Gandarillas, neveu de la mécène Eugenia Huici de Errázuriz (es) qui a soutenu Pablo Picasso dans ses jeunes années. Cette rencontre aura une influence décisive sur la vie du jeune Wood. Riche, dilettante, homosexuel, opiomane et mondain, Tony de Gandarillas lui présente de nombreux artistes de Paris et l'initie à l’opium tandis que les deux hommes deviennent amants. Gandarillas soutiendra financièrement Wood, souvent impécunieux, jusqu’à sa mort. Pendant plusieurs années, le couple mènera une vie parisienne de bohème mondaine, entrecoupée de nombreux voyages et séjours à travers l'Europe, en Afrique du nord, en Grèce et en Italie. Invité en Italie par un couple fortuné dans une villa des environs de Florence, il se rend ensuite à Riva del Garda où il se lie d'amitié avec peintre russe Michel Sevier qui lui offre son premier set de peinture à l'huile et l'initie à la technique. 
En 1924, Wood rencontre Jean Cocteau, également opiomane — dont le style au trait dépouillé appris de Picasso influencera son dessin — et expose pour la première fois seul à Londres. En avril 1925, Wood découvre les Ballets russes de Monte-Carlo et en mai, à Rome, fait la connaissance de l'excentrique compositeur et peintre lord Berners (en).
La même année, il expose en compagnie de Paul Nash à la galerie Redfern de Londres. En juillet 1926, grâce à Cedric Morris (en), il rencontre un couple d’artistes anglais avec lequel il restera intimement lié jusqu’à la fin, tant sur le plan personnel que sur un plan artistique : Ben Nicholson et son épouse Winifred (en). La même année, Eugenia Errázuriz (en) le présente à Picasso, dont l’influence est indéniable sur son œuvre, qui apprécie son travail. La même année, en fréquentant Cocteau, il se lie sentimentalement avec Jeanne Bourgoint, un mannequin qui, avec son frère Jean, inspirera à Cocteau Les Enfants Terribles et dont Wood fera les sujets les plus expressifs qu'il produit à cette époque. 
C'est durant ces années qu'il fait également la connaissance du compositeur Georges Auric qui devient un ami proche, ou encore de Max Jacob, dont il peindra un remarquable portrait en 1929 (musée des Beaux-Arts de Quimper). Il séjourne alors par moments à l'hôtel Ty Mad de Tréboul.

### Développement d’un style

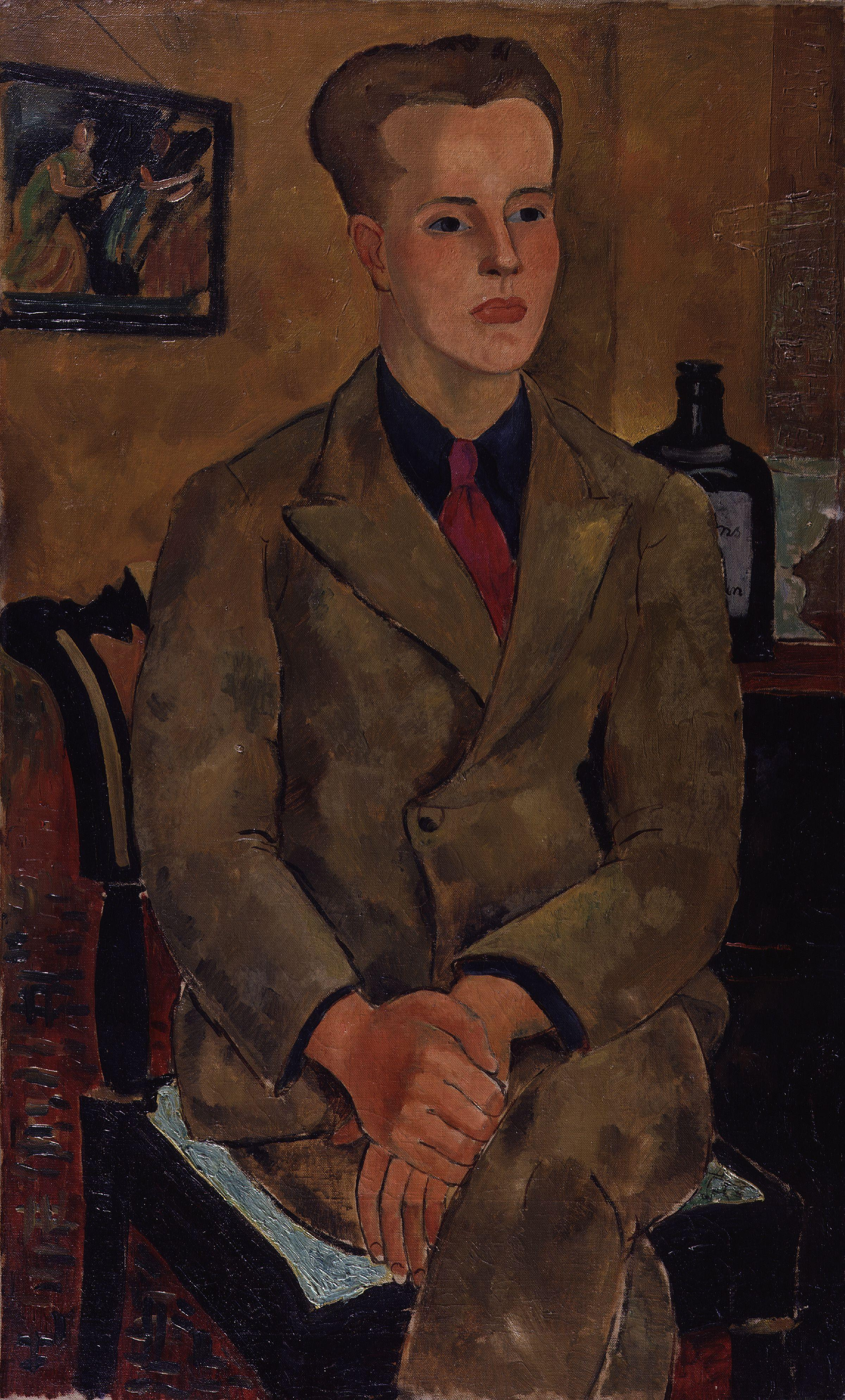
Constant Lambert (1926), huile sur toile, Londres, National Portrait Gallery.

En 1926, Serge de Diaghilev confie à Wood la création des décors et costumes du  ballet commandé au tout jeune compositeur Constant Lambert Roméo et Juliette, sur proposition de celui-ci. Mais la collaboration se passe mal et la commande est annulée pour être confiée à Joan Miró et Max Ernst. Wood retourne alors en Angleterre où il prend part aux activités du London Group — bien qu'il ne rejoigne pas formellement le groupe — puis, en 1927, de la Seven and Five Society (en) à l'occasion de la sixième exposition de la société, en compagnie, entre autres, du couple Nicholson. Il ne cessera cependant les trajets entre le Royaume-Uni et la France, tantôt en Bretagne, tantôt dans le sud de la France ou en Cornouailles, exposant avec les Nicholson à Paris ou à Londres. 
Avec les Nicholson, il se rend en 1928 dans le Cumberland puis dans les Cornouailles britanniques, stimulé par l’implication de Ben Nicholson dans son propre travail artistique. Durant un voyage à St Ives, avec celui-ci, il rencontre le peintre-pêcheur Alfred Wallis, dont le style naïf répond à leurs aspirations communes à une expression primitive de la peinture ; cette influence finira d’asseoir le style personnel de Wood. Après une aventure malheureuse avec la peintre et riche héritière Meraud Guinness, il se lie avec Frosca Munster, une aristocrate russe qui a fui la révolution bolchevique. Cette dernière paraît apporter un semblant d’équilibre à Wood qui demeure très dépendant aux drogues, quoiqu’il peigne de plus en plus.

### Dernières années

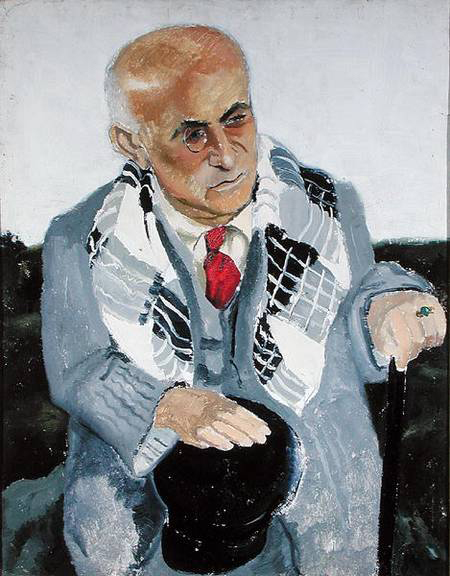
Portrait de Max Jacob (1929), huile sur carton, musée des Beaux-Arts de Quimper.

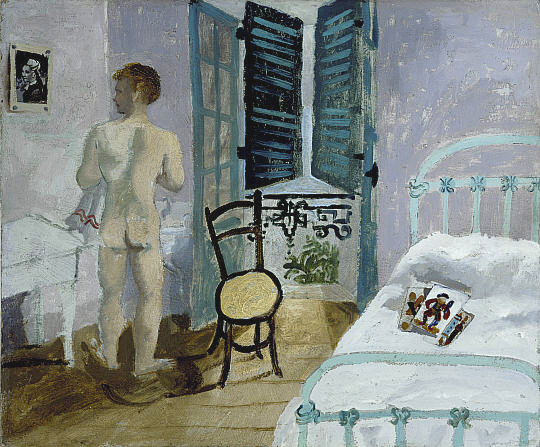
Nu dans une chambre (1930), huile sur toile, Édimbourg, Modern Two. Portrait de Francis Rose.

En 1929, Christopher Wood expose seul à la Tooth’s Gallery de Londres. Grâce à un petit héritage, il s’installe à Londres dans une petite maison non loin des Nicholson et Tony de Gandarillas mais ne peut s’apaiser, tenaillé par ses besoins en stupéfiants. Qui plus est, la crise de 1929 a ruiné pas mal de ses riches amis, et Gandarillas, s’étant entretemps lié au poète surréaliste René Crevel puis à Maria Ruspoli (it), duchesse de Gramont, montre moins d’empressement à l’entretenir. 
En mai 1930, il expose à la galerie Bernheim à Paris avec Ben Nicholson, proposant des toiles qu’il a peintes en Bretagne au cours de l’année et dont la plupart sont achetées pas la galeriste Lucy Wertheim (en). En juin 1930, Wood se rend dans la station balnéaire de Tréboul, dans une région alors prisée par les peintres depuis le passage de Paul Gauguin dont il admire l'œuvre — avec celle de Vincent van Gogh. Il y vit dans un petit hôtel et y travaille notamment en compagnie de son amant, le peintre anglais Francis Rose, et de Max Jacob qui l’y a rejoint. S'il produit beaucoup durant cette période, sa dépendance à l’opium est devenue telle que l’argent que lui font parvenir Frosca et Tony, sans cesse en voyage, ne suffit plus. Malgré les attentions de ses amis, il ne peut résister et finit par s’intoxiquer en fumant les déchets d’opium. En proie à des crises de paranoïa, il décide alors de rejoindre l’Angleterre pour obtenir l’aide de ses parents. 
Il quitte la Bretagne, emportant les tableaux avec lesquels il projette de faire l’ouverture de la galerie londonienne Wertheim, qui doit avoir lieu en octobre de la même année. C’est alors, le 21 août 1930, que très agité, après avoir dîné avec sa mère et sa sœur à la gare de Salisbury, il tombe sous un train dans des circonstances restées mystérieuses : son addiction à l’alcool et à l’opium, ou encore ses troubles mentaux l’ont possiblement poussé à commettre un suicide mais sans que l’éventualité d’un accident puisse être écartée.
Christopher Wood est inhumé au cimetière de la All Saints Church à Broad Chalke, près de Salisbury, où sa pierre tombale a été réalisée par le sculpteur Eric Gill.

### Postérité
Dans les années suivant sa mort, plusieurs expositions posthumes de ses tableaux seront organisées  par d’importantes galeries londoniennes (Wertheim, Lefevre, Redfern…) qui compteront dans l’élan donné au néo-romantisme anglais. En 1938, il figurera au pavillon anglais de la Biennale de Venise, et la Royal Academy organisera une importante rétrospective qui achèvera de consacrer son œuvre, désormais largement représentée dans les collections publiques d’Europe et des États-Unis.
Son ami, le compositeur Constant Lambert, prénomme son fils « Kit » — le producteur des Who —  en mémoire du peintre mort quatre ans plus tôt.
Dans une note de la revue 84 no 12 de 1949, Charles-Albert Cingria écrit : « Je dois encore dire qu'à la mort de Christopher Wood (tué par le train comme je l'ai dit), l'on avait réuni des témoignages d'amis. Ces amis n'étaient ni plus ni moins que notre grand et cher Max, Jean Cocteau, moi-même, etc. Ces textes sont merveilleux — pas le mien évidemment. Je les publierai (peut-être en anglais, ou en anglais avec le français en regard) assez prochainement ». Les textes de Max Jacob, de Cocteau et de Cingria paraîtront séparément et les autres, s'ils ont existé, ne sont pas autrement connus.

## Œuvre

### Peinture
L’essentiel de la production de Christopher Wood a pris place entre 1928 et 1930, essentiellement en Bretagne et dans les Cornouailles. Ses peintures sont d’une facture très personnelle, dans un style faussement naïf aux couleurs profondes et de plus en plus terreuses, qui, s’il a été influencé par Ben et Winifred Nicholson (en), est caractéristique de l’artiste. Malgré une vie brève et mouvementée, ce fut pourtant un artiste productif puisqu’on compte environ 500 huiles dans son œuvre. 

### Dessin

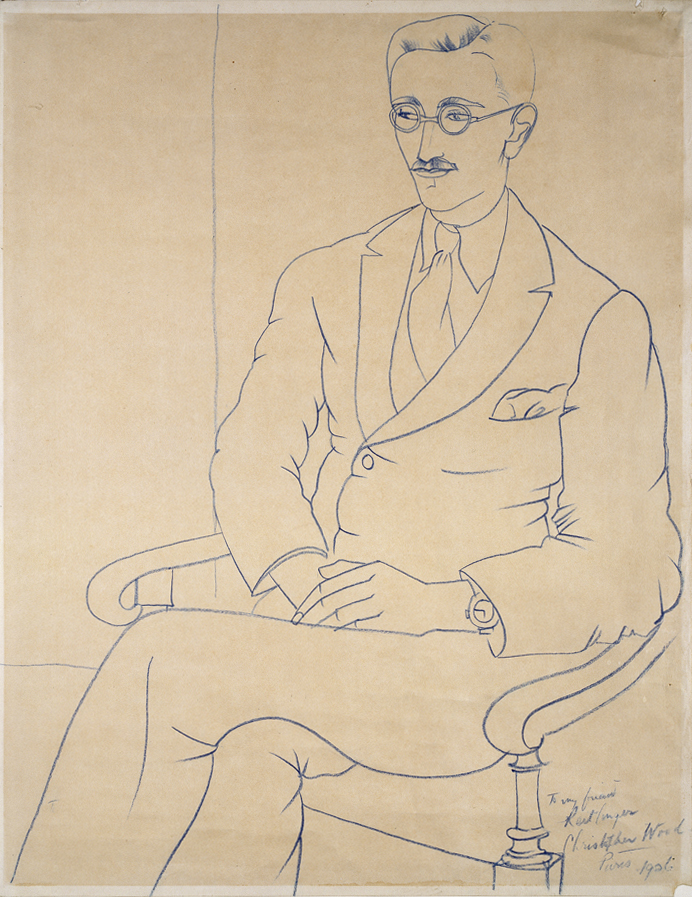
Portrait de Gerald Reitlinger (1926), Oxford, Ashmolean Museum.

Christopher Wood commence à dessiner très jeune, à peine âgé de 14 ans, lors de la convalescence d'une septicémie. Il étudia plus tard le dessin à l'Académie Julian. Wood est un dessinateur particulièrement talentueux, qui travaille rapidement tant à la craie qu'au crayon, au fusain qu'au pastel. Il est influencé par Pablo Picasso dont il apprend la fermeté du trait continu et adopte un mouvement influencé par les dessins élégants et épurés de Jean Cocteau, avec lequel il partagera un atelier quelque temps. De quelque moment et de quelque technique qu'ils soient, les dessins de Christopher Wood traduisent toujours une grande habileté et une remarquable assurance, dans un style toujours très personnel dont la facture progressera au fil du temps vers la simplicité.

### Travaux scénographiques
- Projet de décors et costumes pour le ballet Roméo et Juliette de Serge de Diaghilev et Constant Lambert en 1926.
- Scénographie et costumes du ballet Luna Park de lord Berners (en) en 1930.

### Choix d'œuvres

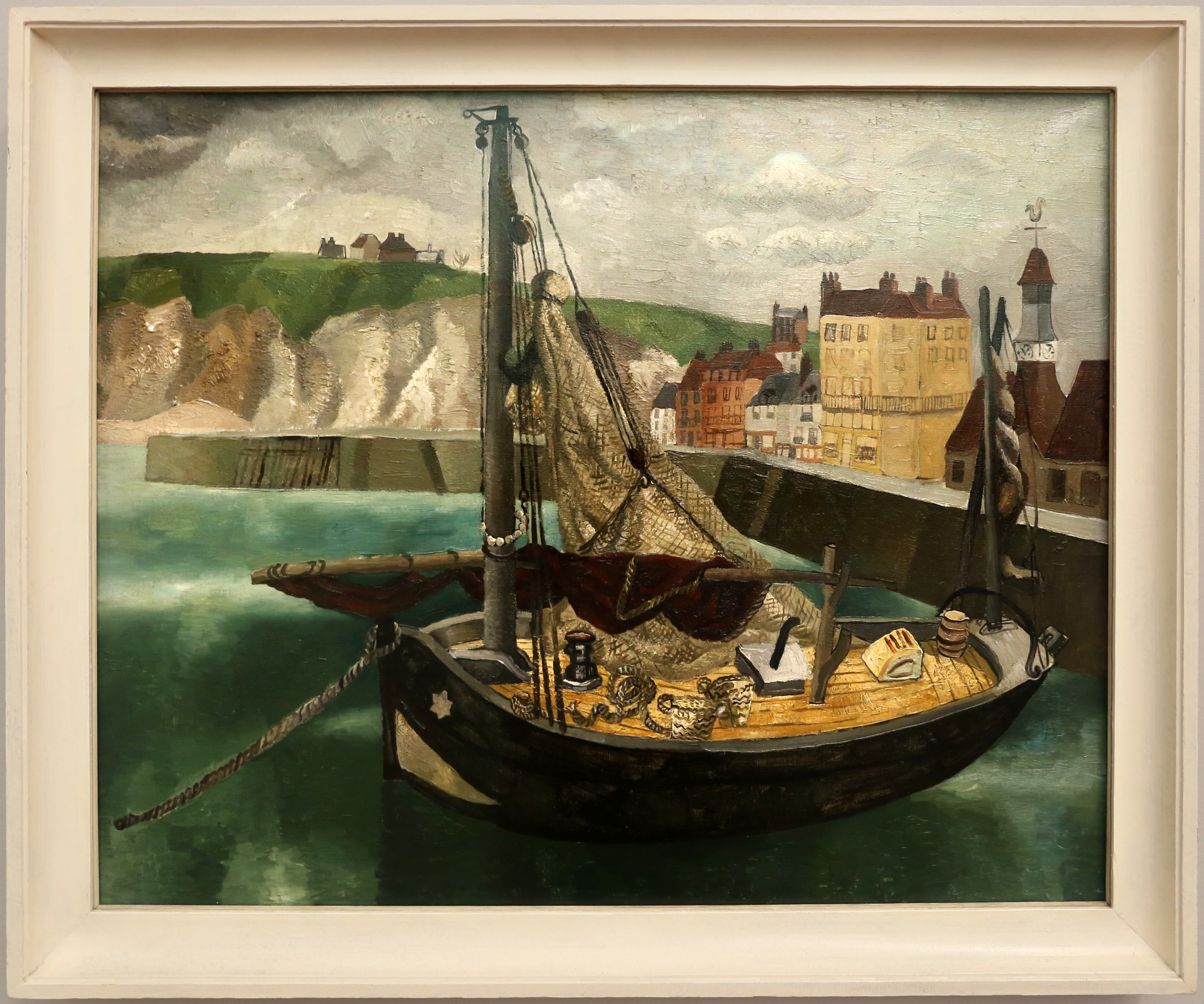
Une barque de pêcheur dans le port de Dieppe (1929), Londres, Tate Britain.
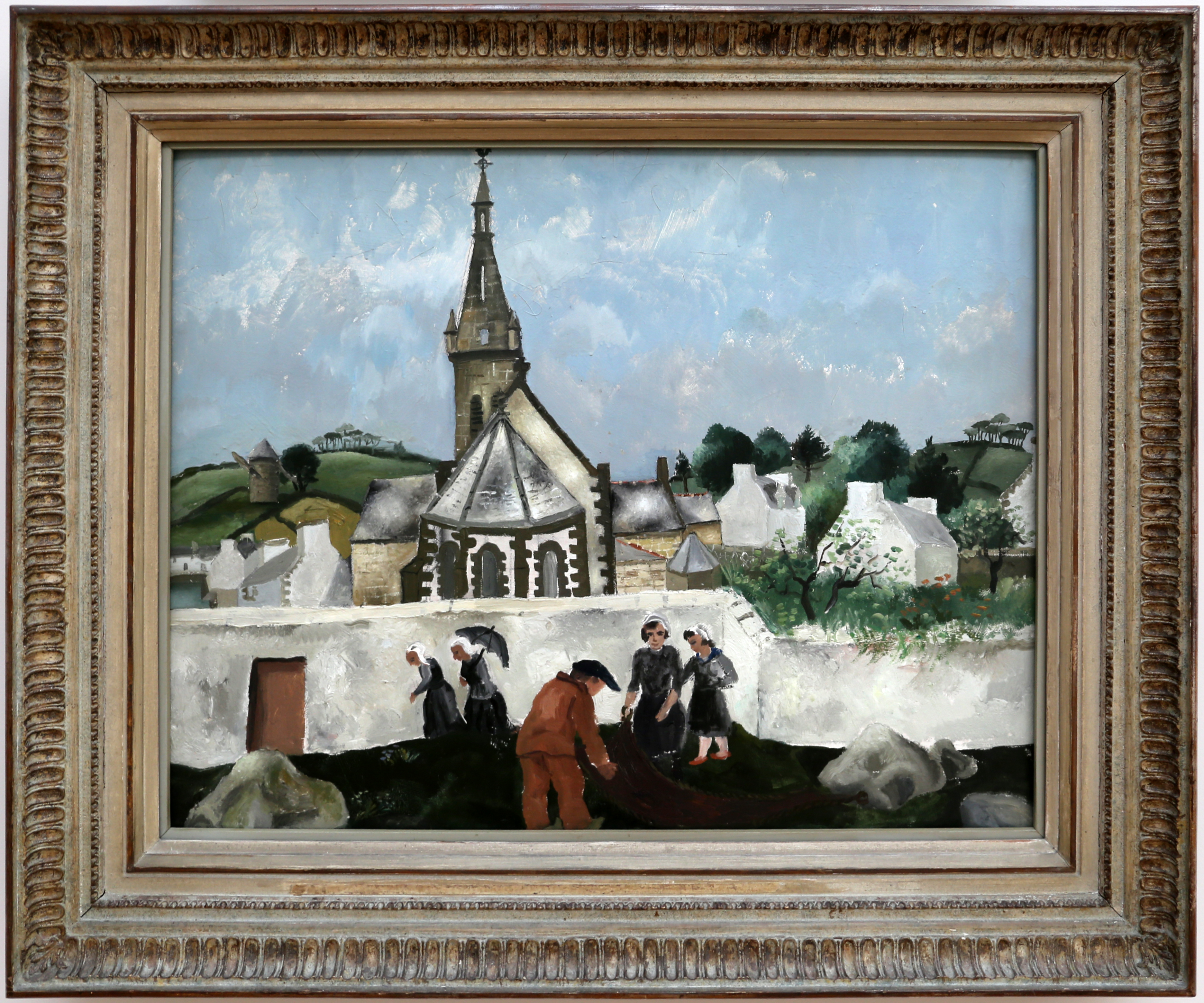
Église à Tréboul (1930), Londres, Tate Britain.
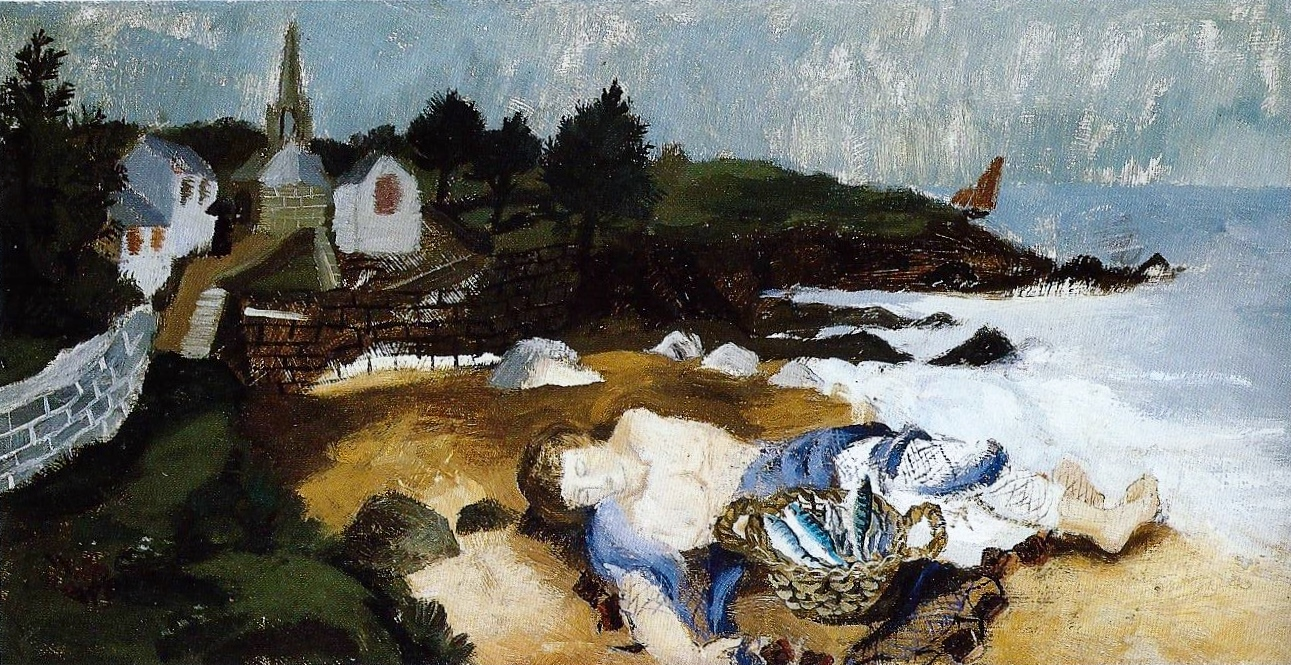
Pêcheur endormi, Ploaré, 1930, huile sur toile. Newcastle-upon-Tyne, Laing Art Gallery .